# 이노카시라 공원 토막 살인 사건
이노카시라 공원 토막살인 사건(일본어: 井の頭公園バラバラ殺人事件)은 1994년 4월 23일, 일본 도쿄도 미타카시에 위치한 이노카시라 공원에서 1급 건축사 카와무라 세이치(川村誠一, 당시 35세)가 27토막 난 시신으로 발견된 사건이다. 발견된 부분은 시신의 겨우 1/3에 불과했고 피해자의 머리와 몸 대부분은 찾지 못했다. 대단히 잔인하고 엽기적인 사건이었지만 끝내 범인을 검거하는데 실패했고 2009년 4월 23일에 공소시효가 만료되어 영구 미제 사건으로 남게 되었다. 공소시효가 만료되고 6년 후에 익명의 제보자가 한 제보에 따르면 피해자는 오인 살해를 당했고 그 범인들은 자신들을 살해하려던 어느 나라에서 온 공작원들이었다고 알려졌으나 아직 명확하게 밝혀진 바는 없다.

## 사건 개요
1994년 4월 23일 오전, 도쿄도 미타카 시에 있는 이노카시라 공원의 쓰레기통에 사람의 발목이 들어가 있는 채로 버려진 비닐봉투를, 고양이에게 먹이를 줄 것을 찾으려고 우연히 쓰레기 봉투를 열었던 청소부 여성이 발견했다. 이 청소부 여성은 곧바로 경찰에 신고했고 경찰은 공원 일대 쓰레기통을 샅샅이 수색하여 총 7개의 쓰레기통에서 27개 토막으로 절단된 손발과 몸통 일부가 든 쓰레기 봉투들을 찾아냈다. 봉투엔 물을 빼는 용도의 작은 구멍이 있었고 검은 비닐봉투와 반투명 봉투를 이중으로 겹겹이 싸서 어부들이 쓰는 특수한 방법으로 단단이 묶어두었다.
손발의 지문은 거의 완전히 지워졌지만 약간 남은 지문과 DNA로 피해자의 신원은 공원 근처에 거주하는 당시 35세의 1급 건축사 카와무라 세이치(川村誠一)로 판명되었다. 사인은 불명이었고 갈비뼈의 근섬유에 출혈이 난 흔적이 보였다.
이 사건에 관해서 목격 증언 등에서 원한 관계 설과 후술할 사고 발생설, 시신의 상태가 복수(複数)의 사람에 의한 조직적인 범행과 이상성을 풍기는 것에서 나온 종교단체 관련설 등 여러 가지 설이 엇갈렸다. 그러나 피해자의 교우관계에서 전혀 범인 모습이 떠오르지 않았고 범인을 단정지을 물증과 정보가 부족해 결국 2009년 4월 23일, 범인 특정에 이르지 못하고 공소시효 성립을 맞았다. 범인의 동기 등도 불분명한 부분이 많은 사건이다.

## 발견된 시신의 특징
토막난 카와무라 세이치의 시신은 관절이나 장기 등을 무시한 채 길이와 굵기가 일정하게 전기톱 같은 도구로 20cm 간격으로 잘려 있었다. 이것은 공원 내 쓰레기통 투입구 사이즈인 가로 20cm, 세로 30cm에 거의 들어맞았다. 또한 혈액이 한 방울도 남김 없이 완전히 빠진 상태였다. 그러한 작업을 행하기에는 일반 가정집 설비로는 급수와 배수가 늦으며 대량의 물과 의학적 지식이 필요하다. 더욱이 손발의 지문은 거의 모두 지워져 있었다. 시체 절단 방법은 최소한 3가지 패턴이 있었고 이는 복수 범인설의 근거 중 하나가 되었다.
발견된 사체는 몸 전체의 1/3에 불과했으며 피해자의 머리와 몸통 대부분은 현재까지도 발견되지 않았다. 나머지 시신은 사건 발각 전 날인 22일에 공원의 쓰레기통에 버려졌고 쓰레기 수거 차에 실려 처분되었다고 하는 설도 있다.

## 피해자의 행적과 목격 정보
지인과 헤어진 직후 22일 오전 0시 지나서 피해자와 대단히 비슷한 남성이 사건현장 근처의 JR기치조지역 백화점 옆에서 2명의 젊은 남자들에게 두들겨 맞고 있는 걸 봤다는 증언이 있었고 피해자의 시신이 발견된 당일인 23일 새벽 4시 경에 공원에서 쓰레기 봉투를 들고 서성이던 수상한 남성 2인조를 목격되었다. 그 2인조 남성은 30대로 추정된다고 한다.
그 밖에 실종된 시간대로 추정되는 22일 새벽에 사람과 차가 충돌하는 것 같다는 소리를 들었다는 정보가 있어서 교통사고를 당한 피해자의 사체를 숨기기 위해 토막낸 것이 아니냐는 견해가 나오고 있다.

## 언론 보도와 경찰 수사
사건 발생 직후는 시신을 절단해 쓰레기통에다 버렸다는 기묘한 점이 많아 언론의 주목을 집중시켜 많이 보도되었지만 사건이 있고 3일이 지난 4월 26일에 나고야 비행장에서 264명의 사망자가 발생한 중화항공 140편 추락 사고가 일어나 모든 언론들은 이 항공 사고를 집중보도 하면서 이노카시라 공원 토막살인 사건과 관련된 보도는 한 순간에 격감했다.
또한 사건이 발생하고 11개월 후에는 옴진리교에 의한 도쿄 지하철 사린 사건이 일어나 경시청 수사 1과의 이 사건 조사원들도 옴진리교 사건에 소집되면서 수사본부가 해체되었고 미타카 시 관할서가 단독으로 떠맡게 되었다. 그 후 경시청 수사 1과가 이 사건을 담당하는 일은 없었다.

## 주간지의 정보
피해자는 도쿄도 다카이도(高井戸)의 어느 종교시설에 다니고 있으며 그 종교단체와 어떤 관련이 있다는 말이 있다. 그러나 한편으로는 "피해자가 종교에 입교했다."는 설을 부정하는 보도도 있어서 확실하지는 않다.

## 시효 만료 6년 후 증언
시효가 만료되고 6년 후에 새로운 증언이 나왔다. 그 증언에 따르면 이 사건은 '오해 살인사건'일지도 모른다는 것이다. 당시 키치조지에 창고를 빌려 쓰고 있으며 이 지역 노점상들 우두머리격 존재였던, 피해자와 얼굴도 키와 체구도 연령도 비슷한 남성(이하 A)가 구역 다툼에서 트러블이 있었던 외국인 노점상을 견제해 내쫓으려 했다. 그런데 그 외국인 노점상들이라고 생각했던 인물들은 실은 어느 나라의 특무기관에 속하는 공작원들이었고 그들의 습격 예정일이 누설되어 결과적으로는 A는 역으로 그들에게 감시당했고 생명의 위협을 지게 되었다. 그리하여 노점상 A는 도내에 있는 여러 곳의 비즈니스 호텔을 전전하며 도피 생활을 했고 그러던 와중에 이 사건이 발생했으며 사건 발생 당시에도 도내의 비즈니스 호텔에 잠복해 있었다고 한다. 피해자 카와무라 세이치의 집과 A의 창고는 가까운 곳에 있었고 A 자신도 피해자의 지인에게 피해자로 오인되는 일이 종종 있었으며 그 실수를 지적한 후에도 "이렇게나 닮은 사람이 있었다니...."라고 놀라워 했다고 한다. 즉, 피해자 카와무라 세이치는 A로 오인되어 엉뚱하게 그 외국인 공작원들에게 살해당했을 지도 모른다는 것이다.

## 같이 보기
- 수원 토막 살인 사건
- 댜오아이칭 사건